# Flying P-Liner

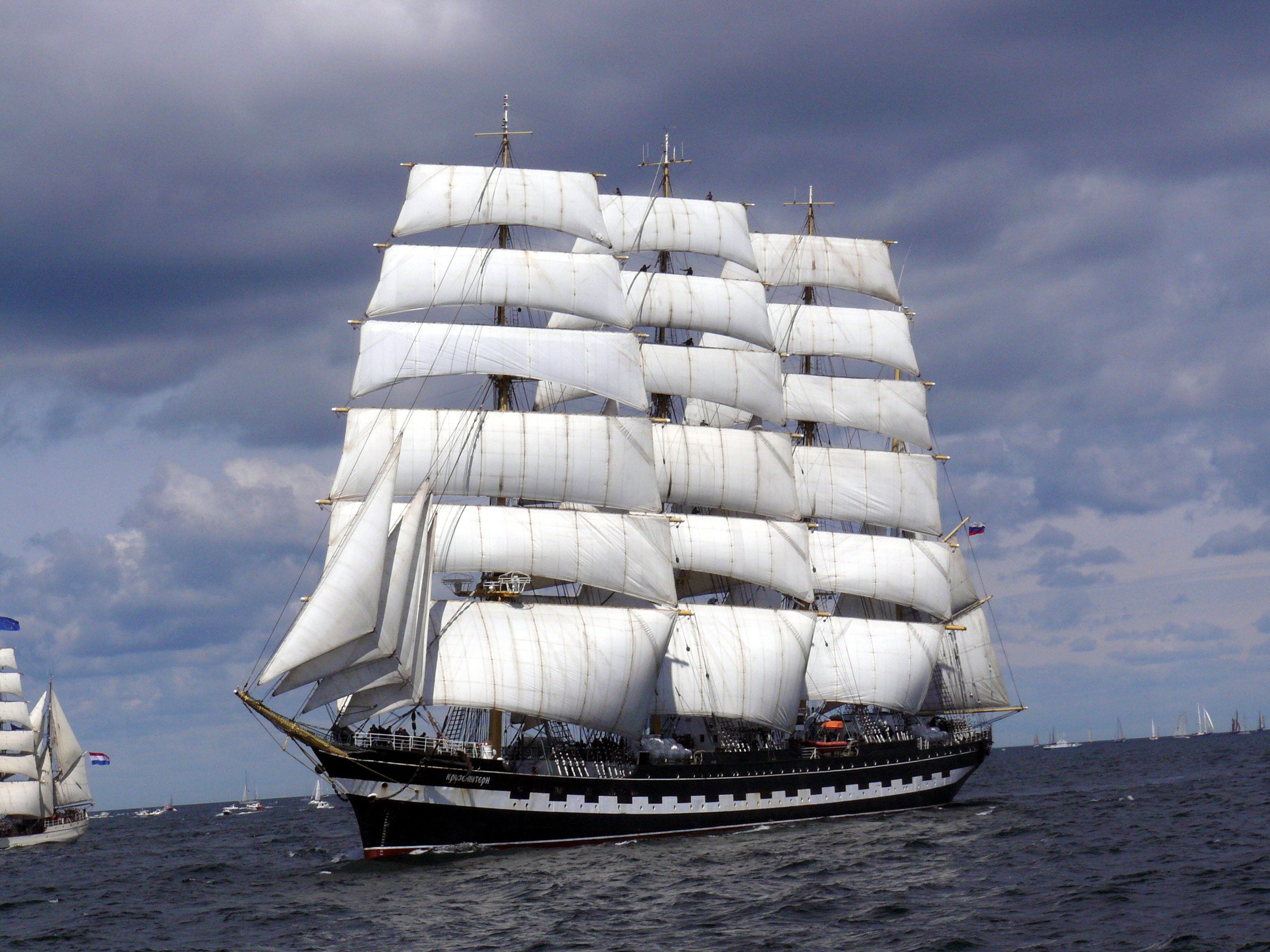
Die heutige Krusenstern lief als Padua 1926 als letzter P-Liner vom Stapel und ist als einziger noch aktiv.

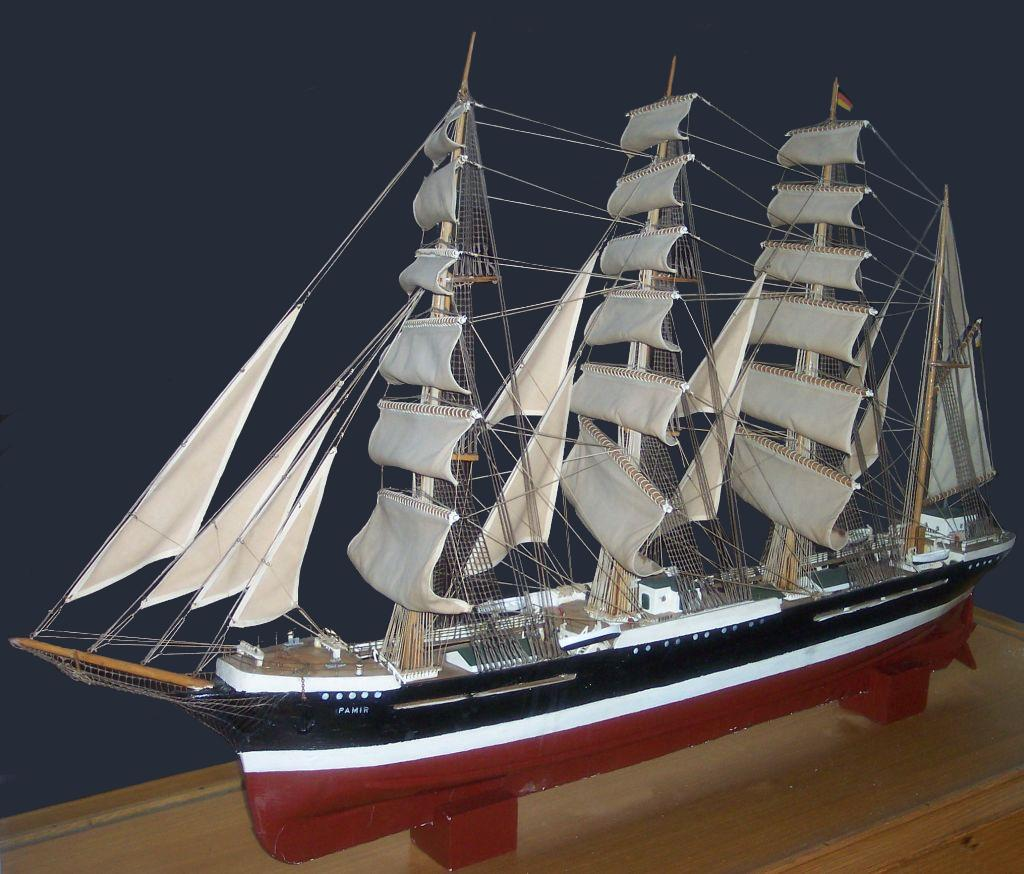
Modell des P-Liners Pamir in den schwarz-weiß-roten F.-Laeisz-Farben

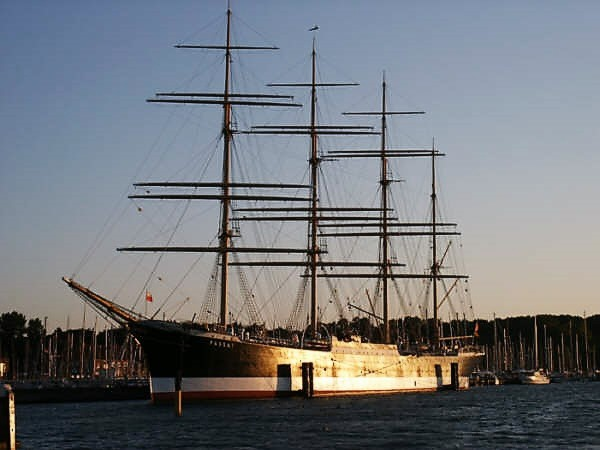
Viermastbark Passat in Lübeck-Travemünde

Flying P-Liner oder kurz P-Liner nannten Seeleute in der Zeit der Windjammer hochachtungsvoll die Segelschiffe der Hamburger Reederei F. Laeisz (kurz: FL). Die Schiffe, deren Namen alle mit „P“ begannen, waren für ihre Geschwindigkeit und ihre Sicherheit berühmt, sie wurden in den Reedereifarben Schwarz (Rumpf über der Wasserlinie), Weiß (Wasserlinie) und Rot (Unterwasserschiff) gestrichen.
Der Volksmund nannte die Schiffe Hamburger Viermaster, was auch die hochdeutsche Titelvariante des alten Seemannsliedes Hamborger Veermaster ist.

## Begründung des Rufs der Flying P-Liner
Die schnellen Segler waren für ihre Robustheit und Geschwindigkeit unabhängig vom Wetter berühmt und ihre Zuverlässigkeit kam der eines Linienbetriebes nahe, der sonst nur Dampfschiffen zugetraut wurde. Carl Laeisz gab seinen Kapitänen stets mit auf den Weg: „Meine Schiffe können und sollen schnelle Reisen machen!“
Auch gingen nach einer Statistik der Klassifikationsgesellschaft Bureau Veritas aus dem Jahr 1908 jährlich durchschnittlich 3 % aller Segelschiffe verloren, während bei den Flying P-Linern ein rechnerischer Verlust von nur 0,9 % pro Jahr zu beobachten war. FL verlor keinen seiner Vier- oder Fünfmaster durch eigene Schuld – verloren gingen die Preußen 1910 durch Strandung nach Kollision mit Dampfer bei Dover, die Pitlochry 1913 nach Kollision mit Dampfer südlich des Ärmelkanals, die Pangani 1913 im Ärmelkanal nach Kollision durch Dampfer (30 Tote), die Petschili 1919 in Valparaíso durch Strandung im Hafen und die Pamir 1957 im Atlantik im Orkan (80 Tote). 

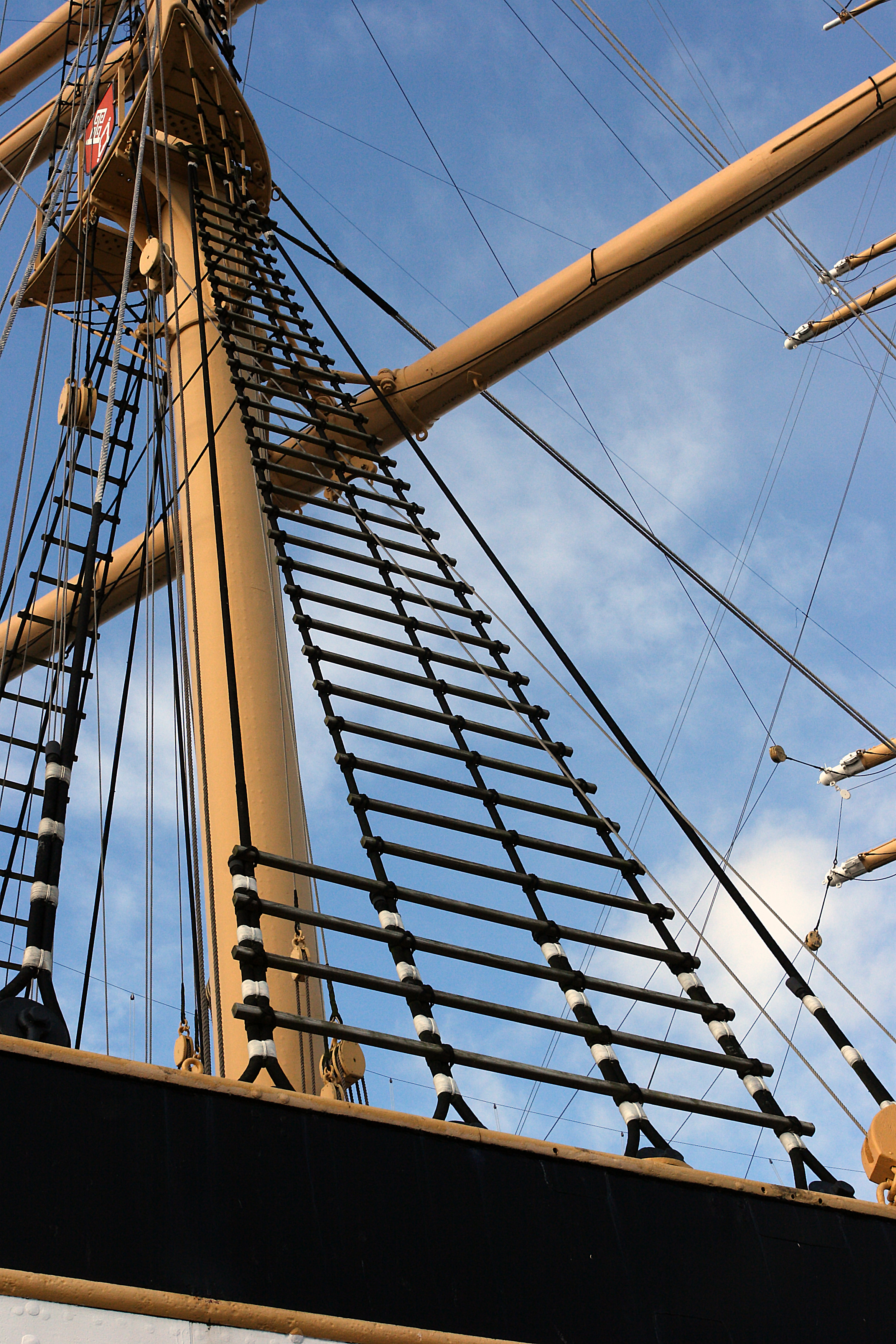
Unterwanten mit Holzsprossen am Großmast der Passat, Travemünde

Das Erfolgsgeheimnis der Laeisz-Schiffe war ihr stets neuester technischer Stand, die weit über das übliche Maß gehende stärkere Bauweise und die damit verbundene Standfestigkeit gegenüber der Unbill von Wind und Meer, dazu eine hervorragende Instandhaltung, auch bei den Holzschiffen. An vielen Laeisz-Schiffen waren z. B. die Wanten nicht mit Webeleinen (kurze, querverlaufende Tauverbindungsstücke), sondern mit Holzsprossen als Tritte zum Aufentern ausgestattet. Nach Berichten kam es vor, dass Laeisz-Schiffe Kap Hoorn in starkem Sturm umrundeten, während andere Schiffe Schutz zum Abwettern suchen mussten. Durch ihren guten Ruf fand die Reederei fähige Kapitäne und konnte handverlesene Mannschaften durch gute Behandlung, Verpflegung und Bezahlung an sich binden. Dazu kam eine erstklassige Organisation, die sich durch Agenten vor Ort in den entlegenen Salpeterhäfen Chiles um zügigen Warenumschlag und Abfertigung kümmerte. Damit verkürzten sich die teuren Liegezeiten gegenüber dem Großteil der Konkurrenz um Tage bis Wochen. Auch die große französische Reederei A. D. Bordes & Fils, ebenfalls bekannt für ihre schönen und schnellen Segler, verfuhr ähnlich.
Zudem wurden spätestens seit dem berühmten Windjammerkapitän Robert Hilgendorf, der bereits früh Mathew Fontaine Maurys Werke (Wind- und Strömungskarte des Nordatlantik, Segelanweisungen) kannte und anwandte, alle verfügbaren Daten, insbesondere die Beobachtungen der deutschen Kapitäne über die Wind- und Strömungsverhältnisse unterwegs, zentral gesammelt, ausgewertet und damit verbessert und verfeinert. So gelang es Robert Hilgendorf, der als Flying German oder Teufel von Hamburg (Düwel von Hamborg) der bekannteste Segelschiffskapitän der Laeisz-Flotte wurde, als erster Kapitän der legendären Fünfmastbark Potosi zahlreiche neue Reiserekorde aufzustellen. Später gelangen der großen Bark auch unter anderen Schiffsführern herausragende Fahrten. So schaffte sie die Reise von Chile nach England 1904 in der Rekordzeit von 57 Tagen, die Gegenrichtung (1905) in 59 Tagen, jeweils rund um Kap Hoorn. Zwischen 1896 und 1914 benötigte sie für keine ihrer 22 Chile-Reisen mehr als 86 Tage.

## Geschichte der Flying P-Liner

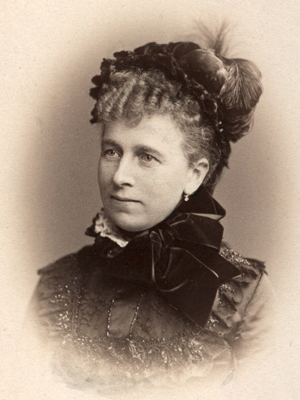
Sophie Laeisz

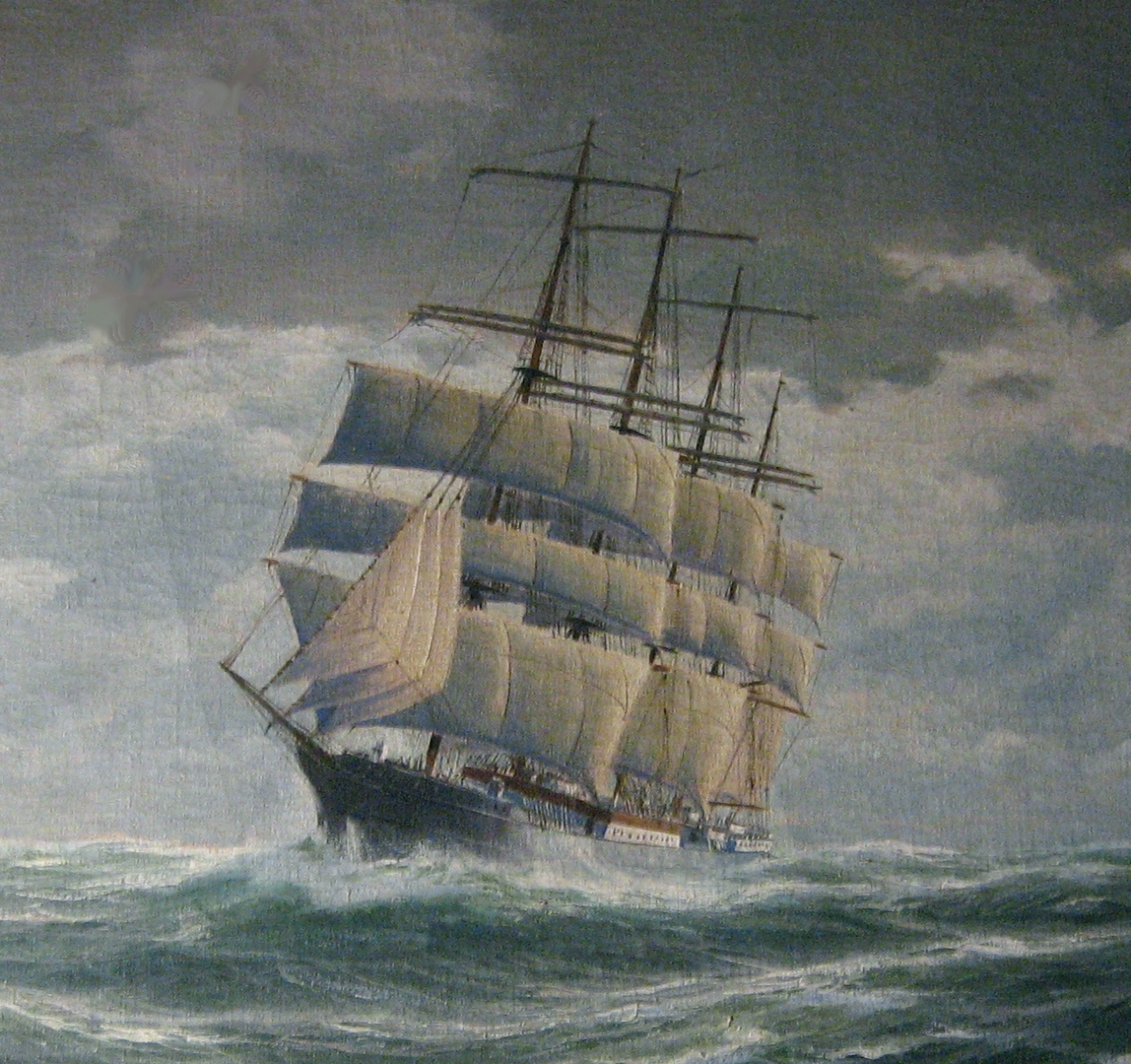
Viermastbark Peking, bis 2016 Museumsschiff in New York, ab August 2017 in Restaurierung in der Wewelsflether Peters-Werft in Deutschland, Überführung nach Hamburg im September 2020

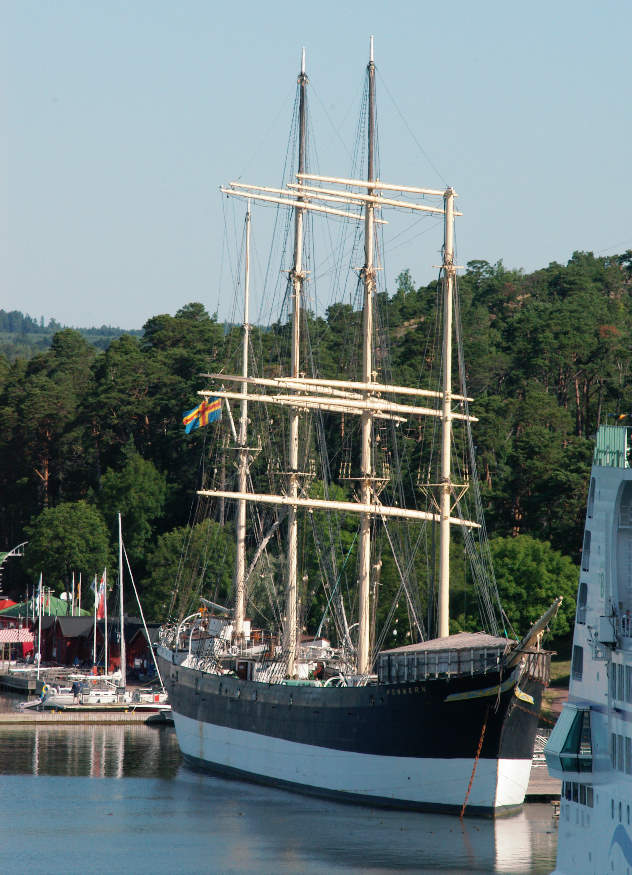
Viermastbark Pommern, heute Museumsschiff in Mariehamn auf den Ålandinseln

Im Jahr 1839 kaufte Ferdinand Laeisz das erste Schiff. Die Brigg Carl trug den Namen seines Sohnes. Nach Problemen mit dem Segler wurden erst ab 1853 wieder eigene Schiffe genutzt, als Carl Laeisz in das Unternehmen einstieg.
1857 wurde ein von F. Laeisz veranlasster Segelschiffsneubau, eine kleine Bark nach dem Spitznamen der Reedersgattin Sophie Laeisz (1831–1912) Pudel getauft. Alle weiteren Neubauten unter Segeln und schließlich sämtliche Segelschiffe im Eigentum von FL trugen daraufhin Namen, die mit dem Buchstaben „P“ begannen. Der letzte Laeisz-Segler ohne einen solchen Namen war die Bark Henriette Behn, die 1885 vor Mexiko strandete. Insgesamt trugen 66 der 86 Segelschiffe in der Geschichte von FL einen Namen, der mit „P“ begann.
Nachfolger Carl Laeisz und Carl Ferdinand Laeisz gehörten zu den letzten Reedern, die frachttragende Segelschiffe nutzten und damit sehr erfolgreich waren. Die Reederei setzte ihre Schiffe vor allem in der Salpeterfahrt ein, auf der natürlicher Salpeter aus Chile nach Europa transportiert wurde. Auf der Ausfahrt wurden Industriegüter von Europa nach Chile transportiert oder es wurde unter Ballast gefahren. Die Route führte auf der Hin- und Rückreise um Kap Hoorn.
Die Reederei Laeisz glaubte an die Zukunft der stählernen Segler und experimentierte mit Fünfmastern, zunächst mit der Fünfmastbark Potosi von 1895. Das Fünfmastvollschiff Preußen sollte im Jahr 1902 der Prototyp für das Segelschiff der Zukunft sein, aber der Größensprung bewährte sich nicht. Das Schiff war den Kapitänen und Mannschaften nicht mehr geheuer und 8000 t Fracht für die Ausreise in die entlegenen Häfen waren kaum zu organisieren. Als die Preußen vor Dover 1910 im Ärmelkanal verlorenging, weil ein ausweichpflichtiger Postdampfer dem Segelschiff die Vorfahrt nahm, hatte Laeisz ein Jahr zuvor die Peking und die Passat in Auftrag gegeben, beide nur halb so groß. Diese Viermastbarken schienen von der Größe und vom Typ her ideal für die Salpeterfahrt zu sein und waren das Vorbild für alle späteren Neubauten.
Während des Ersten Weltkriegs wurden viele P-Liner auf ihren Salpeterfahrten in Chile interniert (die Pamir erreichte noch den Hafen von Santa Cruz de La Palma) und mussten danach an die Alliierten als Reparationen abgeliefert werden. Die vorherige Internierung in Chile erwies sich jedoch als Glücksfall: Die Alliierten erlaubten den Reedern am Kriegsende, auf den Rückfahrten der Schiffe nach Europa Fracht auf eigene Rechnung zu laden, bevor sie die Schiffe auslieferten. Die Salpeterladungen erzielten derart große Gewinne, dass F. Laeisz von dem Erlös die meisten Schiffe gleich wieder zurückkaufen konnte; dazu kam, dass die Empfängerländer, in denen das Großseglerwissen zum Teil schon weitgehend verloren gegangen war, mit den Großseglern nicht viel anzufangen wussten. F. Laeisz hingegen glaubte weiter an die Zukunft der Segelschiffe auf langen Strecken und mit Gütern, deren Transportzeiten gegenüber den Transportkosten eine untergeordnete Rolle spielten. Das Unternehmen kaufte seine Schiffe sehr günstig zurück und beauftragte sogar noch Neubauten. Die 1920 ausgelieferte Priwall, wurde 1926 zum frachttragenden Schulschiff umgebaut und noch bis 1939 erfolgreich nach Australien und Chile eingesetzt. Unter seinem letzten Kapitän Adolf Hauth gelang 1938 eine nie wieder unterbotene Bestleistung bei der Umrundung von Kap Hoorn. Das letzte Schiff war die Padua (heute: Krusenstern), die 1926 bei der Joh. C. Tecklenborg-Werft vom Stapel lief und der letzte Großsegler überhaupt sein sollte, der allein für die Frachtfahrt gebaut wurde.
Noch 1931 betrieb Laeisz in der Salpeterfahrt eine Flotte von sechs Seglern, die zu der Zeit bereits von Journalisten und Schriftstellern (z. B. Alan Villiers und Irving Johnson) beachtet wurden. Doch die Folgen der Weltwirtschaftskrise setzten der Reederei zu und die Frachtsegler waren immer weniger rentabel. In den 1930er Jahren verkaufte Laeisz daher mehrere Schiffe – darunter 1931 die Pamir, 1932 die Passat – an den finnischen Reeder Gustaf Erikson, der noch einige Jahre bis zu 21 Windjammer in der Frachtfahrt u. a. in der Weizenregatta betrieb, darunter viele P-Liner.
Zu Beginn des Zweiten Weltkriegs besaß Laeisz nur noch zwei Windjammer. 1941 wurde die Priwall in Chile interniert, daraufhin an Chile verschenkt und, in Lautaro umbenannt, 1945 von einem Ladungsbrand vernichtet. Der letzte Flying P-Liner, die Padua, ging 1946 als Reparationszahlung an die Sowjetunion und fährt seither als Segelschulschiff Krusenstern unter sowjetischer bzw. russischer Flagge. Nach Kriegsende fing FL mit den beiden Fischkuttern Plisch und Plum, die drei Hilfssegel trugen, neu an. FL konzentrierte sich dann auf die Motorschifffahrt und kaufte kein Segelschiff zurück. Die Ära der Flying P-Liner war endgültig vorüber.
Nur vier Laeisz-Windjammer sind noch heute erhalten (siehe #Liste der Flying P-Liner). Daneben blieb von den Flying P-Linern außer ihrem legendären Ruf die Tradition von F. Laeisz, die meisten eigenen Schiffsnamen mit „P“ beginnen zu lassen. Fast alle Containerschiffe und Massengutfrachter tragen heute (Stand 2008) solche Namen; die einzige Ausnahme bilden vier 2001 und 2002 gebaute Containerschiffe mit Doppelnamen, deren erste Hälfte Hanjin lautet, bevor sich ein mit „P“ anfangender zweiter Name anschließt (z. B. Hanjin Pretoria).

## Liste der Flying P-Liner

### Die Schiffe
Vier Flying P-Liner sind erhalten: die Padua kam als russisches Segelschulschiff Krusenstern in Fahrt, die Passat ist Museumsschiff in Travemünde, die Pommern (ex Mneme) in Mariehamn (Finnland). Die Peking (→ Arethusa, H.M.S. Peking, seit 1974 wieder Peking) war bis 2016 Museumsschiff in New York, wurde ab 2017 auf der Peters-Werft restauriert und wird seit September 2020 im Deutschen Hafenmuseum in Hamburg ausgestellt.

#### Großsegler
| Name                                    | Name                      | Stapellauf    | Besatzung                                   | Tragfähigkeit (tdw) | Salpeterfahrten | Kapitäne | Ereignisse |
| --------------------------------------- | ------------------------- | ------------- | ------------------------------------------- | ------------------- | --------------- | --- | --- |
| Placilla Viermastbark                   |                           | 22. Feb. 1892 | 32–35                                       | 4.350               | 10              | Robert Hilgendorf 1892–1894 F. W. Thöm (1901–1903) Otto Schmidt 1894–1901 | Erste Viermastbark der Laeisz-Reederei, 1901 verkauft. Strandete am 18. Januar 1905 in dichtem Nebel vor Norfolk auf den Haisborough Sands. |
| Pisagua Viermastbark                    |                           | 23. Sep. 1892 | 32                                          | 4.300               |                 | Johannes Früdden 1892–1893 Carl Emil Bahlke 1893–1901 Hinrich Nissen 1901–1902 | 1912 verkauft, strandete am 12. Februar 1913 an einer der südlichen Shetlandinseln. |
| Pitlochry Viermastbark                  | Bild von der Pitlochry in | 1. Jan. 1894  | 33, davon Kapitän, 3 Offiziere, 29 Seeleute | 4.724               | 23              | Robert Hilgendorf 1894–1895 Georg Schlüter 1896–1901 Hinrich Nissen 1901–1902 Carl Victor Jessen 1903–1907 Robert Miethe 1908–1912 Carl Wilhelm Horn 1913 | 1913, auf der Reise nach Chile, sank sie nach einer Havarie mit dem Dampfer Boulama südlich der Einfahrt in den Ärmelkanal. |
| Potosi Fünfmastbark                     |                           | 26. Juni 1895 | 40–44                                       | 6.400               | 27              | Robert Hilgendorf 1895–1901 Georg Schlüter 1902–1903 Hinrich Nissen 1903–1909 Johann Frömcke 1909–1911 Robert Miethe 1912–1914 | Sept. 1914 interniert in Valparaíso, 1920 ausgeliefert an Frankreich (Reparationszahlung). Unter chilenischer Flagge als Flora geriet sie 1925 vor der patagonischen Küste in Brand und explodierte, von der Besatzung wurde sie daraufhin auf Grund gesetzt. |
| Preußen Fünfmast-Vollschiff             |                           | 7. Mai 1902   | 45–49                                       | 8.000               | 13              | Boye Richard Petersen 1902–1909 Hinrich Nissen 1909–1910 | Am 6. November 1910 kollidierte sie im Ärmelkanal mit dem britischen Dampfer Brighton und strandete. |
| Pommern Viermastbark                    |                           | 24. Feb. 1903 | 26                                          | 3.950               | 4               | Magnus Allwardt 1907-1912 Johann Frömcke 1913-1914 Hans Iversen Ravn 1914-1921 | Im Auftrag der Hamburger Reederei B. Wencke Söhne gebaut, führte sie vier Salpeterfahrten nach Chile aus. 27. Nov. 1906 von der Reederei F. Laeisz gekauft, 1923 nach Finnland verkauft, nach 1953 Museumsschiff in Mariehamn, Finnland. |
| Pangani Viermastbark                    | Bilder von der Pangani in | 29. Jan. 1903 | 34                                          | 4.632               | 12              | Julius Schmidt 1903-1906 Wilhelm Junge 1907-1913 | Auf der 13. Reise nach Chile kollidierte die Pangani am 27. Oktober 1913 im Ärmelkanal mit dem französischen Dampfer Phryné und sank binnen weniger Minuten, 30 der 34 Mann kamen um. |
| Petschili Viermastbark                  |                           | 3. März 1903  | 34                                          | 4.674               | 13              | Carl Prützmann 1903-1905 August Teschner 1905-1914 | 1914 interniert in Valparaiso. Bei schwerem chilenischen Nordsturm (span. El Nortazo) am 12. Juli 1919 brach die Ankerkette der Petschili, die vor Valparaíso auf Reede lag, und strandete, da sie ohne Besegelung manövrierunfähig war. |
| Pamir Viermastbark                      |                           | 29. Juli 1905 | 28–33                                       | 4.500               | 13              | Carl Prützmann 1905-1908 Carl Wilhelm Horn 1908-1911 Robert Miethe 1911-1912 Gustav Becker 1912-1913 Wilhelm Ehlert 1913-1914 Jürgen Jürs 1914-1920 Hinrich Nissen 1924-1925 Heinrich Oellrich 1926-1927 Carl M.Brockhöft 1927-1929 Robert Clauß 1929-1930 Walter Schär 1930-1931 | Zwischen Okt. 1914 bis März 1920 lag sie vor La Palma auf Reede. 1931 an Gustaf Erikson, Mariehamn, Finnland verkauft. 1951 an H. Schliewen und 1956 an die Stiftung Pamir und Passat, Lübeck verkauft, Einsatz als frachtfahrendes Segelschulschiff. Sank am 21. Sept. 1957 in einem Hurrikan, 80 der 86 Besatzungsmitglieder kamen ums Leben. |
| Passat Viermastbark                     |                           | 20. Sep. 1911 | 25–35                                       | 4.704               | 15              | J. Wendler 1911-1911 Eilert Müller 1928-1929 Hans Rohwer 1929-1931 Jürgen Jürs 1931-1932 Hermann Heuer 1952-1952 Kptn. Günther 1952-1953 Helmut Gruppe 1955-1957 Robert Clauß 1959-1960                                                                                           | 1916 bis 1921 in Iquique interniert, dann an Frankreich ausgeliefert. 1921 von Laeisz zurückgekauft, 1932 an den finnischen Reeder Gustaf Erikson verkauft, sieben Weizenfahrten nach Australien. Ab 1952 wieder für Deutschland als Segelschulschiff im Einsatz, 1957 außer Dienst gestellt, seit 1960 Museumsschiff in Travemünde. |
| Peking Viermastbark                     |                           | 25. Feb. 1911 | 31 + 43 Seeoffiziersanwärter                | 4.775               | 20              | Hinrich Nissen 1911-1914 August Oetzmann 1914-1917 Heinrich Oellrich 1920-1921 1923-1925 Hermann Piening 1926-1927 Jürgen Jürs 1928-1931 Hans Rohwer 1931-1932 | 1914 bis 1920 interniert in Valparaiso, danach an Italien ausgeliefert, 1923 von Laeisz zurückgekauft, 1926 zum Fracht- und Schulschiff umgebaut, 1932 nach England verkauft und als stationäres Schulschiff genutzt. 1974 wird sie vom South Street Seaport Museum in New York übernommen. Am 30. Juli 2017 wurde sie nach Deutschland zurückgeführt und in einer aufwendigen Restaurierung in Wewelsfleth nahezu in den Zustand bei Stapellauf zurückversetzt. Seit 2020 liegt die Peking als Museumsschiff im Hamburger Hafen. Besuch der Peking virtuell |
| Pola Viermastbark                       |                           | 21. Okt. 1916 | 38                                          | 4.800               | keine           | Einsatz ausschließlich unter franz. Flagge. | 1914 von F. Laeisz in Auftrag gegeben, wegen des 1. Weltkrieges erst 1919 fertig gestellt, danach als Reparationsleistung an Frankreich ausgeliefert. 1923 Umbau zum franz. Schulschiff. Am 4. Januar 1927 Explosion und Brand an Bord, 1933 abgewrackt. |
| Priwall Viermastbark                    |                           | 23. Juni 1917 | 34, ab 1926 72 Mann, davon 45 Kadetten      | 4.800               | 13 (bis 1931)   | Jürgen Jürs 1920-1921 Carl Martin Brockhöft 1922-1924 Jürgen Jürs 1925-1928 Karl Schubert 1928-1929 Hermann Töpper 1930-1931 Robert Clauß 1932-1935 Jürgen Jürs 1935-1936 Adolf Hauth 1937-1939                                                                                   | Wegen des 1. Weltkrieges erst am 6. März 1920 an F. Laeisz ausgeliefert, 1926 Umbau zu einem frachtfahrenden Segelschulschiff. Am 22. Mai 1940 überstand die Priwall im Hafen von Valparaíso den gefürchteten chilenischen Nordsturm (El Nortazo) viele Schiffe wurden zerstört. Seit 1941 unter chilenischer Flagge und in Lautaro umbenannt. Am 28. Februar 1945 fing sie mit einer Salpeterladung vor der peruanischen Küste Feuer und ging verloren, es gab 20 Todesopfer.                                                                               |
| Padua Viermastbark (heute Kruzenshtern) |                           | 11. Juni 1926 | 76 Stammbesatzung 160 Kadetten              |                     | 12              | Carl Schuhberg 1926-1928 Hermann Piening 1928-1930 Robert Clauß 1931-1933 Jürgen Jürs 1933-1935 Robert Claus 1936-1937 Jürgen Jürs 1937-1938 Hans Richard Wendt 1938-1939 Otto Schommartz 1941-1945                                                                               | Am 12. Januar 1946 wurde das Schiff als Reparationsleistung an die russischen Behörden übergeben, fährt bis heute unter russischer Flagge und dient ab 1969 als Segelschulschiff für den Nachwuchs der Fischereiflotte. |

### Weitere Laeisz–Schiffe
- Carl, hölzerne Brigg (1839–1847)
- Sophie & Friedericke ex Gladiator 1844, hölzerner Schoner (1856–1860)
- Adolph 1854, hölzerne Brigg (1857–1862)
- Pudel, hölzerne Bark, (1857–1870) war das erste „P“ der Reihe.
- Schiller 1855, hölzerne Brigg (1858–1859)
- Pacific, hölzerne Brigg (1860–1864)
- India, hölzerne Bark (1860–1863)
- Costa Rica, hölzerne Bark (1860–1870)
- Republic, hölzerne Bark (1861–1865)
- Neptun 1851, hölzerne Bark (1862–1863)
- Peru, hölzerne Brigg (1862–1870)
- Panama ex Marbs 1852, hölzerne Bark (1862–1865)
- Persia, hölzerne Bark (1862–1878)
- Louis Kniffler ex Cecilia 1860, hölzerne Bark (1863–1868)
- Patria, hölzerne Bark (1863–1883)
- Princess, hölzerne Brigg (1863–1874)
- Perle, hölzerne Bark (1864–1881)
- Los Hermanos ex North Point 1855, hölzerne Brigg (1864–1865)
- Papa, hölzerne Bark (1865–1882)
- Pyrmont, hölzerne Bark (1866–1882)
- Carolina 1864, hölzerne Bark (1867–1881)
- Don Julio 1863, hölzerne Bark (1867–1870)
- Henrique Teodoro 1865, hölzerne Bark (1867–1882)
- Mercedes 1862, hölzerne Bark (1867–1881)
- Ricardo 1864, hölzerne Bark (1867-1870)
- Rosa y Isabel 1865, hölzerne Bark (1867–1884)
- Panama (II), hölzerne Bark (1869–1887)
- Professor ex Flottbek 1865, eiserne Bark (1869–1889)
- Hunsingo 1868, hölzerne Bark (1871–1873)
- Patagonia, hölzerne Bark (1873–1886)
- Pacha ex Isabellita 1866, hölzerne Bark (1873-1877)
- Polynesia, eisernes Vollschiff (1874-1890)
- Henriette Behn 1872, hölzerne Bark (1875-1885)
- Paladin, hölzerne Bark (1877-1883)
- Pandur, hölzerne Bark (1877-1889)
- Paradox, hölzerne Bark (1878-1888)
- Parnass, hölzerne Bark (1878–1893)[20]
- Poncho ex Weymouth 1858, eiserne Bark (1880-1891)
- Pluto ex Aminta 1862, eisernes Vollschiff (1881-1891)
- Paquita ex Irma ex Maggie Leslie 1862, eiserne Bark (1881-1888)
- Pavian ex Tiverton 1864, eiserne Bark (1882-1883)
- Parsifal, eiserne Bark (1882–1886)
- Puck ex Peep O’Day 1863, eiserne Bark (1883-1888)
- Pirat, eiserne Bark (1883–1902)
- Pestalozzi, eiserne Bark (1884–1904)
- Plus, eiserne Bark (1885–1908)
- Potrimpos, eiserne Bark (1887–1896)[21]
- Prompt, stählerne Bark (1887–1908) (erster deutscher Großsegler aus Stahl)[22]
- Pamelia, stählerne Bark (1888–1910)[23]
- Pergamon, stählerne Bark (1888–1891)[24]
- Potsdam, stählerne Bark (1888–1891)[25]
- Paposo 1885, eiserne Bark (1889–1904)
- Palmyra, stählernes Vollschiff (1889–1908) (alle weiteren Segler aus Stahl)[26]
- Parchim, Vollschiff (1889–1912)[27]
- Pera, Vollschiff (1890–1910)[28]
- Posen ex Preußen (I), Vollschiff (1891–1909)[29]
- Pampa, stählernes Vollschiff (1891–1913)[30]
- Persimmon ex Drumrock 1891, Viermastbark (1899-1912)[31] → Helwig Vinnen → Allen Dollar → Drumrock
- Peiho ex Argo ex Brynymor 1902, Vollschiff (1906–1923)
- Pirna ex Osorno ex Beethoven 1894, Vollschiff (1907–1916)
- Pinnas ex Fitzjames 1902, Vollschiff (1909–1929)
- Ponape ex Regina Elena 1903, Viermastbark, (1911–1914) → Bellhouse
- Penang ex Albert Rickmers 1905, Bark (1910–1917), 1940 versenkt durch U 140
- Perim ex Radiant, Bark (1912–1917)
- Pelikan ex Dione, Vollschiff (1912–1920)
- Parma[32] ex Arrow 1902, Viermastbark (1912–1930)[33]
- Pinguin[34] ex Erasmo 1903, Viermastbark (1912–1917), → Weser → Jacobsen
- Perkeo ex Brilliant 1901, Viermastbark (1914), → Bell 1914, 1915 Verkauf, 1916 versenkt durch U 44
- Pellworm ex Faith ex Maréchal Suchet 1902, Vollschiff, (1924-1925) → Hein Godenwind (Wohn- und Jugendherbergsschiff), 1944 als Zielschiff im Kurischen Haff versenkt.